# Ludovia integrifolia
Ludovia integrifolia är en enhjärtbladig växtart som först beskrevs av Robert Everard Woodson, och fick sitt nu gällande namn av Gunnar Wilhelm Harling. Ludovia integrifolia ingår i släktet Ludovia och familjen Cyclanthaceae. Inga underarter finns listade.